# 馬文·皮林格
馬文·皮林格（德語：Marvin Pieringer；1999年10月4日—）是一位德國足球運動員，在場上的位置是中鋒。現效力於德甲球隊海登咸。